# هاکان اونسال
خاقان اونسال (انگلیسی: Hakan Ünsal؛ زادهٔ ۱۴ مهٔ ۱۹۷۳) یک بازیکن فوتبال اهل ترکیه است.
وی همچنین در تیم ملی فوتبال ترکیه بازی کرده و در جام جهانی ۲۰۰۲ برای این تیم به میدان رفت. اونسال بیشتر دوران حرفه‌ایش را در باشگاه گالاتاسرای گذراند و عضو تیمی بود که در سال ۲۰۰۰ لیگ اروپا را فتح کردند.